# 布雷肯里奇 (伊利諾伊州漢考克縣)
布雷肯里奇（英語：Breckenridge）是位於美國伊利諾伊州漢考克縣的一個非建制地區。該地的面積和人口皆未知。

## 地理
布雷肯里奇的座標為40°14′37″N 91°17′12″W / 40.24361°N 91.28667°W，而該地的平均海拔高度為201米（即659英尺）。